# 战场之狼
《战场之狼》是一款由卡普空制作，1985年发行的街机清版射击游戏。游戏之后移植至FC游戏机。本游戏于1986年9月27日在日本地区FC游戏机发行。
玩家將扮演战士超级乔（Super Joe），他自丛林中的直升机脱落，开始单枪匹马闯出敌人的地盘。超级乔配有无限子弹的冲锋枪以及有限的手榴弹。